# منى كردي
منى كردي (1946م) اعلامية سوريا من حلب ، محررة ومذيعة لنشرات الأخبار ومقدمة برامج باللغة الفرنسية.مراسلة للتلفزيون السوري والكويتي،مستشارة في منظمة الهلال الأحمر العربي السوري اجتماعية ومديرة لمشروع اللاجئين، ثم المتحدث الرسمي للمنظمة حتى عام 2018.

## ولادتها وتحصيلها
منى كردي ولدت في حلب في 2 تشرين الأول 1946. درست في مدرسة الفرانسيسكان (دار السلام حاليًا) ،حاصلة على إجازة في اللغة الفرنسية من جامعة دمشق، وتجيد اللغات العربية والإنجليزية والفرنسية بطلاقة.

## عملها ووظائفها
بدأت مسيرتها في إذاعة دمشق، حيث عملت في القسم الأجنبي وقدمت ترجمة ونشرات الأخبار باللغة الفرنسية. كما قدمت برامج إذاعية متنوعة منها كما قدمت برامج مثل "ما يطلبه الجمهور" للأغاني الأجنبية وبرنامج ثقافي بعنوان "امرأة أين أنت الآن"، و "القضايا العربية في الصحافة الأجنبية". عملت في التلفزيوني السوري كا مقدمة برامج ، واشتهرت بتقديم برنامج "نجوم وأضواء" لمدة 11 عامًا، بالإضافة إلى برامج ثقافية وسياسية واقتصادية أخرى.في عام 1988، انتقلت للعيش في إسبانيا وعملت مراسلة للتلفزيون السوري والكويتي، حيث التقت بالعديد من الشخصيات البارزة من رؤساء وأدباء وفنانين.عادت إلى سوريا في أواخر التسعينيات وبدأت فصلًا جديدًا في حياتها بالعمل الإنساني. انضمت إلى منظمة الهلال الأحمر العربي السوري، حيث عملت مستشارة اجتماعية، ومديرة لمشروع اللاجئين، ثم الناطق الرسمي للمنظمة حتى عام 2018. كما عملت مستشارة اجتماعية للموفدين غير الفلسطينيين في سوريا.